# Ordzsonyikidzevszkiji járás

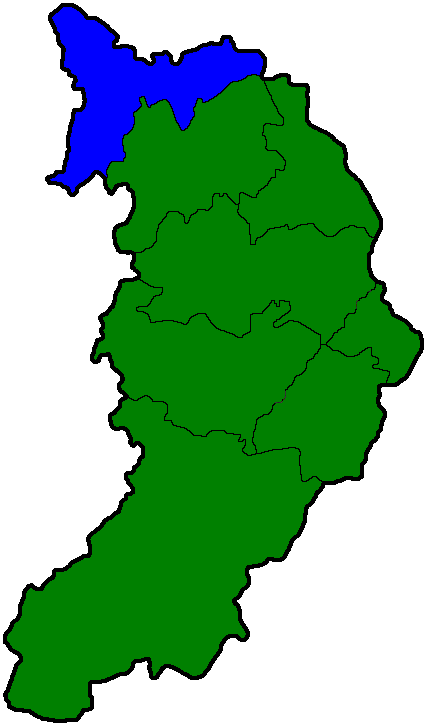
Az Ordzsonyikidzevszkiji járás Hakaszföldön

Az Ordzsonyikidzevszkiji járás (oroszul Орджоникидзевский район, hakaszul Орджоникидзе аймағы) Oroszország egyik járása Hakaszföldön. Székhelye Kopjovo.

## Népesség
- 2002-ben 15 779 lakosa volt.
- 2010-ben 12 836 lakosa volt.